# Боренець
Боренець (хорв. Borenec) — населений пункт у Хорватії, у Вараждинській жупанії у складі громади Брезниця.

## Населення
Населення за даними перепису 2011 року становило 120 осіб.
Динаміка чисельності населення поселення:

## Клімат
Середня річна температура становить 10,27 °C, середня максимальна – 24,32 °C, а середня мінімальна – -6,03 °C. Середня річна кількість опадів – 867 мм.
| Клімат поселення                              | Клімат поселення | Клімат поселення | Клімат поселення | Клімат поселення | Клімат поселення | Клімат поселення | Клімат поселення | Клімат поселення | Клімат поселення | Клімат поселення | Клімат поселення | Клімат поселення | Клімат поселення |
| Показник                                      | Січ.             | Лют.             | Бер.             | Квіт.            | Трав.            | Черв.            | Лип.             | Серп.            | Вер.             | Жовт.            | Лист.            | Груд.            |                  |
| Середній максимум, °C                         | 5,82             | 7,77             | 12,18            | 16,35            | 21,24            | 24,32            | 23,85            | 23,29            | 19,35            | 14,26            | 8,62             | 4,78             |                  |
| Середня температура, °C                       | −0,1             | 1,86             | 6,26             | 10,42            | 15,30            | 18,40            | 20,00            | 19,45            | 15,52            | 10,40            | 4,80             | 0,95             |                  |
| Середній мінімум, °C                          | −6,03            | −4,06            | 0,32             | 4,50             | 9,39             | 12,48            | 16,18            | 15,61            | 11,69            | 6,58             | 0,96             | −2,88            |                  |
| Норма опадів, мм                              | 45               | 46               | 56               | 68               | 76               | 99               | 82               | 87               | 82               | 82               | 82               | 62               |                  |
| Середньомісячна швидкість вітру, м/с          | 1.98             | 2.19             | 2.58             | 2.49             | 2.30             | 2.10             | 2.00             | 1.81             | 1.88             | 1.90             | 2.01             | 2.00             |                  |
| Середньомісячна сонячна радіація, кДж/м²·день | 4084             | 6803             | 10538            | 14874            | 19001            | 20866            | 21713            | 18849            | 13992            | 8718             | 4544             | 3265             |                  |
| --------------------------------------------- | ---------------- | ---------------- | ---------------- | ---------------- | ---------------- | ---------------- | ---------------- | ---------------- | ---------------- | ---------------- | ---------------- | ---------------- | ---------------- |
| Джерело:                                      |                  |                  |                  |                  |                  |                  |                  |                  |                  |                  |                  |                  |                  |